# Stipa tulcanensis
Stipa tulcanensis là một loài cỏ thuộc họ Poaceae.
Loài này chỉ có ở Ecuador.